# A 3 bandas
A 3 bandas, también llamado A3Bandas fue un programa de televisión producido por Cuarzo y emitido por la cadena española Antena 3 en la temporada 2007-2008.

## Formato
Emitido de lunes a viernes de 16 a 18 horas, se trata del típico magacín o programa de entretenimiento, con temas de actualidad, crónica rosa, juegos, moda, reportajes, zapping y tertulias.

## Colaboradores
Como destacados colaboradores del presentador Jaime Cantizano se situaron la periodista María Patiño y el cómico Dani Martínez, aunque éste abandonó el programa tres meses después. Junto a ellos, intervenían en distintas secciones del programa, entre otros, Jesús Mariñas, Rosa Villacastín, Alaska, Mayra Gómez Kemp, Carmen Ro, Ángel Antonio Herrera, César Heinrich, Isabel Rábago, Luis Cao, Cristina Fernández y Aurelio Manzano.
En febrero de 2008, Cantinzano es sustituido por Ximo Rovira.

## Audiencias
En sus últimas semanas de emisión, la cuota de pantalla descendió por debajo del 10%, lo que llevó a la cancelación del espacio.